# Salmo 3

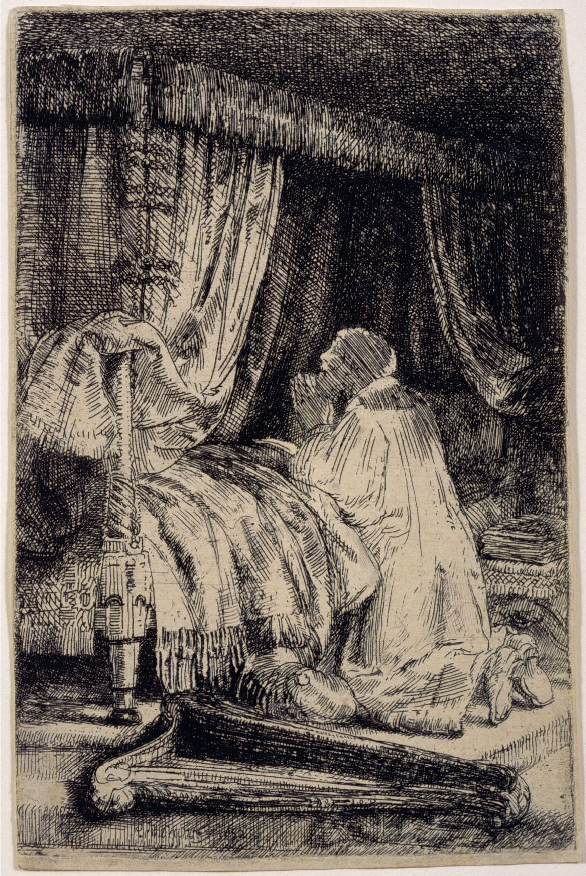
Davide in preghiera, acquaforte di Rembrandt.

Il salmo 3 costituisce il terzo capitolo del Libro dei salmi, nella traduzione della Bibbia CEI inizia con le parole: "Signore, quanti sono i miei avversari! Molti contro di me insorgono." In latino è noto con il titolo "Domine, quid multiplicati sunt". È stato musicato, tra gli altri, da Benedetto Marcello e Marc-Antoine Charpentier.
È il primo salmo che il testo attribuisce al re Davide.